# Gediz
Gediz este un oraș din provincia Kütahya, Turcia. Are păduri de stejar.